# 801-й окремий підводний протидиверсійний загін (Україна)
801-й окремий загін боротьби з підводними диверсійними силами та засобами (801 ОЗБ ПДСЗ, в/ч А1420 (А0702)) — елітний загін бойових плавців Військово-морських сил України. До складу підрозділу входить команда боротьби з бойовими плавцями, група спеціального призначення та підрозділи забезпечення.
Загін дислокувався у Слобідка, проте після анексії Криму Росією навесні 2014 року, передислокувався до Одеси, де і продовжує виконувати поставлені завдання.

## Призначення
Основні завдання підрозділу — охорона військово-морських баз, протидія диверсіям, тероризму та піратству. Для виконання цих завдань загін виконує як оперативно-бойові, так і планово-попереджувальні операції.
Бойові завдання:
- пошук і знищення диверсійних баз і схованок, засобів РЕР, захист акваторій, кораблів та місць їх стоянок, гідротехнічних та ін споруд;
- ліквідація диверсійно-розвідувальних груп;
- захоплення і звільнення кораблів та інших об'єктів;
- забезпечення операцій інших силових відомств;
- пошук і знешкодження мін, перевірка стану охорони державних об'єктів;
- участь у миротворчих операціях.

## Історія

### Україна
За роки свого існування бійці загону брали участь у багатонаціональних міжнародних навчаннях «Сі Бриз», антипіратських операціях «Океанський щит» та «Аталанта».
З початком військового вторгнення РФ до Криму у 2014 році, з 80-ти чоловік особового складу підрозділу на материкову територію України вийшло 7 військовослужбовців. Нова дислокація підрозділу — в Одесі.
Військовослужбовці підрозділу брали участь у бойових діях на сході України. 2 березня 2015-го розвідгрупа 801-го загону заїхала до села Пищевик, де зіштовхнулася з російськими терористами. В бою один військовик загинув — старший сержант Олександр Стрелюк, другий помер дорогою до лікарні — мічман Олег Стороженко. Ще двоє були поранені, один важко.
В січні 2018 року було проведено навчання загону в акваторії Одеського порту у навчально-тренувальному центрі «Лісозаводськ» за участі санітарного катера «Сокаль». Було продемонстровано досвід виявлення підводного вибухового пристрою з його знешкодженням, а також штурмові дії зі звільнення заручника, який перебуває на борту судна.
6 грудня 2021 року, в День Збройних Сил України, загону було вручено бойовий прапор.

## Структура
- Загін безпілотних авіаційних комплексів[5]

## Відбір
Відбір до підрозділу проходить в чотири етапи:
- барокамера
- співбесіда з командою до якої є бажання вступити
- здача нормативів з фізичної підготовки
- психологічні тести

Кандидат повинен бути діючим або демобілізованим військовослужбовцем.
До фізичної підготовки входять загальні нормативи для вступу до ЗС України (показники для військ СпП) та Тест Купера.

## Втрати після повномасштабного вторгнення
1. Тарасюк Олександр Олексійович. Загинув 24 лютого 2022 року[7]

## Галерея

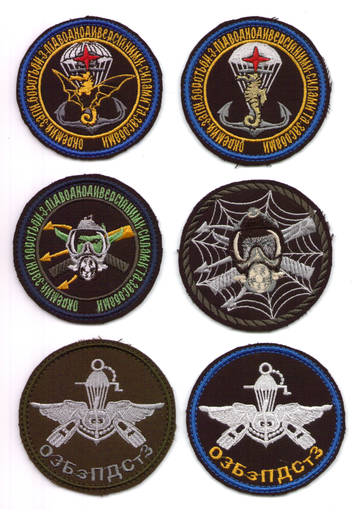
Нарукавні емблеми загону
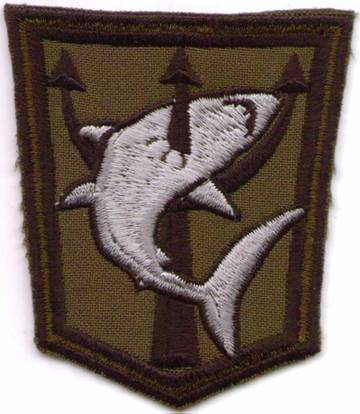
Нарукавна емблема
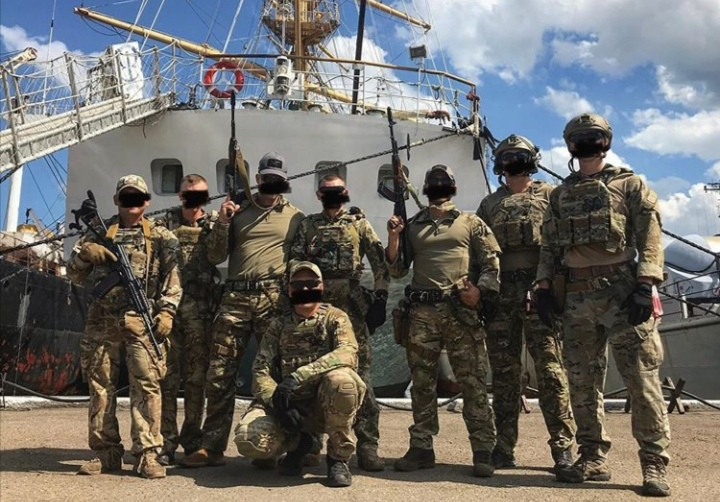
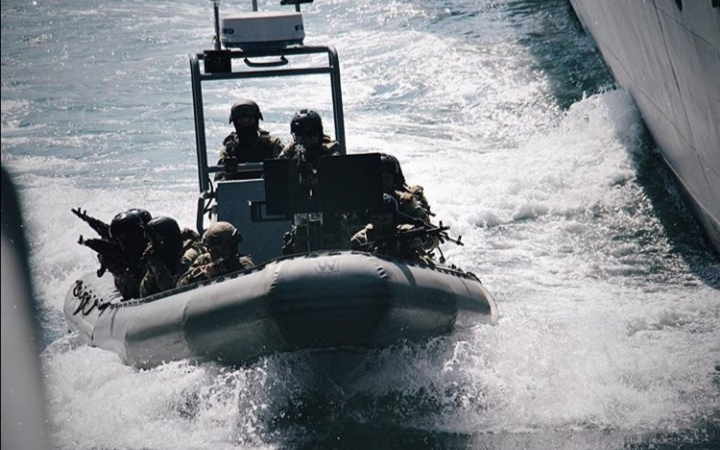
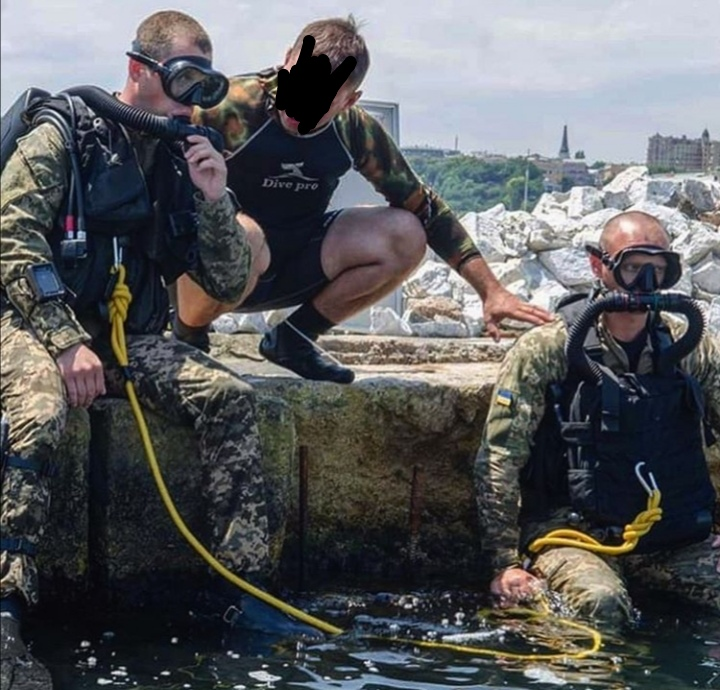